# Избори за Европски парламент 1996. (Аустрија)
 Избори за европски парламент 1996. у Аустрији је био избор за делегацију из Аустрије за Европски парламент 1996. године. Били су то први избори овакве врсте у историји Аустрије и одржани су 13. октобра 1996.

## Позадина
1996. Аустрија је била земља са 7,9 милиона људи (5,8 милиона гласача). Савезна влада се састојала од велике коалиције између Социјалдемократске партије (SPÖ) и Аустријске народне странке (ÖVP) коју је предводио савезни канцелар Франц Враницки
Задњи парламентарни избори који су у Аустрији одржани пред ове изборе су били избори 1995. Резултати су били следећи: SPÖ 38,1%; ÖVP 28,3%;  21,9%; Либерали 5,5% и Зелени 4,8%.

## Начин избора
Изборни систем који се користи за европске изборе је заснована на пропорционалној репрезентацији. Сличан систем се традиционално користи у Аустрији за парламентарне изборе.
Политичке партије објаве листе кандидата. Мандати се деле на основу процента гласова добијених на основу сваке листе. Због ограниченог броја мандата листе су били исте за целу Аустрије, није било регионалних листа. Норма за добијање једног мандата је била 4%. Кандидати који освоје 7% од укупног броја важећих гласова би освојио један мандат за партију, без обзира на њихов положај на листи. Листа кандидата је морала бити потписана од стране три представника парламента Аустрије или једног члана Европског парламента или 2600 гласача. Граница за гласање је била 18 година. Европски грађани који живе у Аустрији су имали право да гласају под условом да нису гласали у својој земљи порекла на европским изборима 1994. 7.205 грађана се пријавило и испунило тај услов.

## Изборни резултати
Резултати избора за европски парламент у Аустрији 1996.
| Политичка партија                      | Политичка група | Гласова   | %     | Мандата | ±  |
| -------------------------------------- | --------------- | --------- | ----- | ------- | -- |
| Аустријска народна странка ()          |                 | 1.124.921 | 29,65 | 7       | +1 |
| Социјалдемократска партија Аустрије () |                 | 1.105.910 | 29,15 | 6       | -2 |
| Слободарска партија Аустрије ()        |                 | 1.044.604 | 27,53 | 6       | +1 |
| Зелени - Зелена алтернатива ()         |                 | 258.250   | 6,81  | 1       | 0  |
| Либерални форум ()                     |                 | 161.583   | 4,26  | 1       | 0  |
| Остале партије                         | -               | 98.877    | 2,60  | -       | 0  |
| Укупно                                 |                 | 3.794.145 | 100   | 21      |    |
| Неважећи гласови                       | -               | 134.393   | 3,42  | -       | -  |

- Од 5.800.377 регистрованих гласача на изборе је изашло 67,73%